# Головчак кружало
Головчак кружало (Spialia orbifer) — вид денних метеликів родини Головчаки (Hesperiidae).

## Поширення
Вид поширений у Південно-Східній Європі, на Сицилії, у Греції, Туреччині, Ірані, на Кавказі, у Середній Азії, Афганістані, Казахстані, степовій зоні Росії.
В Україні поширений у Криму. Є давні вказівки на знахідки в Херсонській та Полтавській областях.

## Опис
Розмір 11-14 мм, розмах крил 24-28 мм. За розмірами і візерунком нагадує метеликів роду Pyrgus, від яких відрізняється присутністю субмаргінального ряду білих плям зверху на крилах. Знизу на задніх крилах білі плями округлені та ізольовані.

## Спосіб життя
Метелики населяють лісові галявини, гірські степи з чагарниками, заплавні луки річок, нижню частину субальпійських лук. Метелики спостерігаються з травня по вересень. За рік розвивається два покоління. Самиці відкладають яйця по одному на кормові рослини. Яйце має 13-14 ребер. Кормовими рослинами гусені є малина, родовик лікарський, родовик малий. Гусениці живуть в основі рослини, де будують сховок з павутини і вплетених туди частин рослини. Харчуються переважно вдень, залишаючи при цьому свій притулок. Заляльковуються в підстилці, споруджуючи нещільний кокон. Лялечка покрита восковим нальотом. Зимують гусениці.